# Autovettura autonoma

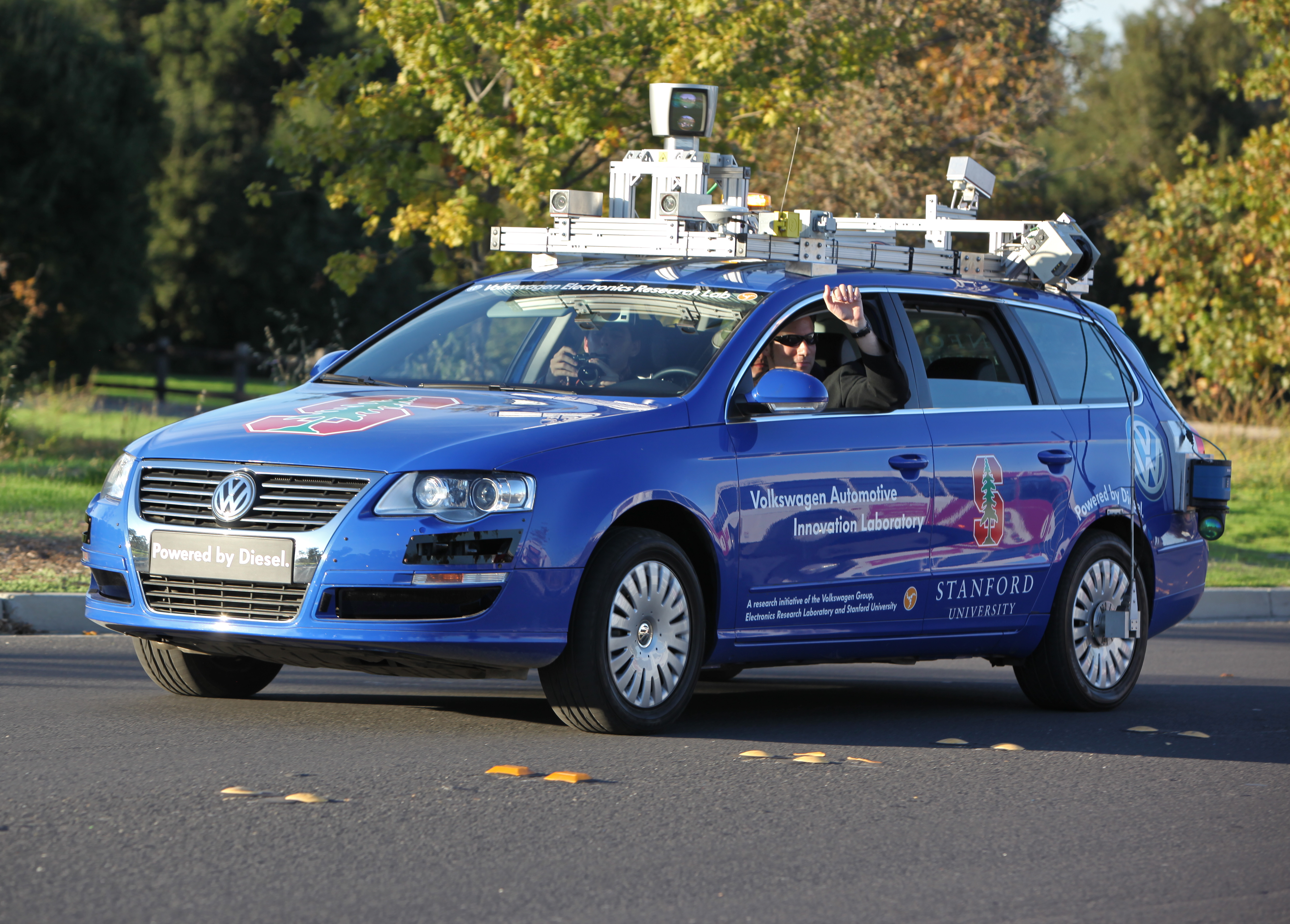
Junior, una Volkswagen Passat a guida robotica in prova all'Università di Stanford nell'ottobre 2009.

Un’autovettura autonoma è un veicolo automatico in grado di rilevare le caratteristiche della strada e di svolgere la guida senza intervento umano.
I veicoli autonomi scandagliano l'ambiente con tecniche come radar, lidar, GNSS, e visione artificiale. Sistemi di controllo avanzati interpretano le informazioni ricevute per individuare percorsi appropriati, ostacoli e segnaletica rilevante. I veicoli autonomi sono in grado di aggiornare le proprie mappe in base a input sensoriali, permettendo ai veicoli di tenere traccia della propria posizione anche quando le condizioni cambiano o quando entrano in ambienti inesplorati.

## Storia
Esistono macchine robotiche principalmente come prototipi e sistemi dimostrativi. Gli unici veicoli autonomi approvati sono navette all'aperto per zone pedonali, in commercio dal 2014, che operano a 12,5 miglia all'ora (20,1 km/h).
In Europa, paesi come Belgio, Francia, Italia e Regno Unito stanno pensando di usare i veicoli a guida automatica per il trasporto pubblico. Paesi come Germania e Spagna, invece, stanno già testando veicoli autonomi nel traffico.
Gli esperimenti sulle macchine automatiche sono stati condotti fin dal 1920 e prove promettenti hanno avuto luogo nel 1950. Le prime vetture autosufficienti arrivarono nel 1980 grazie all'Università di Carnegie Mellon con i suoi progetti e grazie a Mercedes-Benz e al progetto EUREKA nel 1987. Da allora, numerose compagnie e organizzazioni di ricerca hanno sviluppato e costruito prototipi di veicoli autonomi come Mercedes-Benz, General Motors, Toyota, Renault, Nissan e altre compagnie tra cui Google.
In Italia, il 27 maggio 2019, è stata avviata la prima sperimentazione di veicoli a guida autonoma su strade pubbliche con il fine di testare le capacità di circolazione di questo tipo di veicoli nel traffico cittadino. Il programma è stato avviato nella città di Parma e deve la sua realizzazione all'emanazione del  Decreto Smart Road. del 28 febbraio 2018 e alla successiva autorizzazione rilasciata in maggio dal Ministro delle Infrastrutture e dei Trasporti alla Società VisLab, la prima ad averne fatto richiesta.
Nel 2015 il governo britannico ha lanciato una versione pubblica di LUTZ, una macchina autonoma.
La società Vislab, nata da uno spin-off dell'università di Parma negli anni '90 e acquista da un'azienda della Silicon Valley nel 2015, sarebbe il primo soggetto autorizzato dall'Osservatorio tecnico per le smart road del Ministero dei Trasporti a sperimentare un'autovettura a guida autonoma nel contesto urbano di Parma e di Torino, con un operatore umano all'interno pronto ad intervenire in caso di imprevisto ed emergenza. I primi test in ambito urbano hanno avuto luogo a Parma nel 2013. Il sistema di VisLab è basato sull'elaborazione delle immagini acquisite da 10 telecamere stereo in grado di riprodurre un'immagine dinamica 3D, delle quali 6 posizionate nella parte superiore del veicolo e altre 4 laterali, integrate da un sistema radar a ridotto raggio di copertura.
Altri prototipi sono l'auto elettrica Nissan IDS, e il camion Mercedes Future Truck 2025 che a settembre 2013 ha percorso in autonomia 110 km da Mannheim a Pforzheim.
Nel 2016 è stato rilasciato il primo software open source per la guida automatica.
Nel 2023 la Tesla Model 3, per volontà del suo fondatore Elon Musk, è la prima automobile a basarsi esclusivamente sulle videocamere, eliminando sensori e radar. Alcuni collaboratori hanno evidenziato il rischio di un aumento degli incidenti poiché le telecamere non funzionano correttamente in caso di pioggia o di intensa luce solare.

## Classificazione
Nel 2014 la SAE International, ente di normazione nel campo dell'industria automobilistica, ha pubblicato un nuovo standard internazionale J3016 che ha definito sei differenti livelli per la guida automatica.
Il documento è stato poi aggiornato il 3 Maggio 2021 in collaborazione con l’Organizzazione Internazionale per la normazione (ISO) per creare un documento più coerente a livello internazionale.
Questa classificazione è basata su quanto il guidatore debba intervenire, più che sulle capacità del mezzo.
I sei livelli sono:
- Livello 0 - Nessuna autonomia: a questo livello il veicolo non possiede funzionalità di guida automatizzata, ma ciò non esclude necessariamente le funzionalità di assistenza alla guida. L'esperienza di guida, infatti, è interamente nelle mani del guidatore, ma il veicolo è dotato di un sistema che fornisce un'assistenza momentanea alla guida, come segnali di avvertimento o azioni d’emergenza per la sicurezza del guidatore. Il conducente deve quindi guidare il veicolo e monitorare eventuali avvisi o notifiche di sicurezza ed è quindi responsabile di frenare, sterzare, accelerare ecc.

Le seguenti tecnologie rientrano in questa categoria: 
1. ABS
2. ESP
3. Regolazione automatica della velocità
4. Avviso di punto cieco
5. Frenata automatica di emergenza
6. Avviso di collisione frontale
7. Avviso di deviazione dalla corsia

- Livello 1 - Assistenza alla guida: salendo di livello, parliamo ora di veicoli dotati di un sistema che fornisce un'assistenza costante in fase di accelerazione, frenata e sterzata mentre il guidatore è coinvolto e attento. Anche in questo caso quindi, il guidatore ha il compito di guidare il veicolo e di monitorare il sistema, il quale però - se attivato - può svolgere funzioni di sterzata, accelerazione e frenata. Ecco alcuni esempi di tecnologie installate nei veicoli di Livello 1:

1. Regolatore di velocità adattivo elettronico o cruise control adattivo
2. Assistenza al mantenimento della corsia o assistenza al centraggio della corsia.

Rispetto al Livello 0, questi veicoli offrono un maggiore supporto al guidatore, che però deve sempre svolgere un ruolo attivo nella guida.
- Livello 2 - Automazione parziale: Il guidatore si occupa della guida, ma vi è una prima integrazione di guida. A questo livello l'automobile interviene su accelerazione e frenata attraverso sistemi di sicurezza, come per esempio la frenata assistita, la frenata di emergenza anticollisione. La direzione e controllo traffico restano sotto il controllo del guidatore, nonostante, in determinati scenari con segnaletica orizzontale ben visibile, lo sterzo possa essere gestito in modo parzialmente automatizzata (sistemi denominati Lane Keeping Assist e, nelle versioni più complete, Traffic Jam Assist, Autosteer, Highway Assist, Driver Assist, a seconda del marchio della vettura).
- Livello 3 - Automazione condizionata: l'automobile è in grado di gestire la guida in condizioni ambientali ordinarie, gestendo accelerazione, frenata e direzione, mentre il guidatore interviene in situazioni problematiche in caso di richiesta del sistema o se lui stesso verifichi condizioni avverse. È un sistema non ancora molto diffuso sul mercato.
- Livello 4 - Alta automazione: la differenza sostanziale tra Livello 3 e Livello 4 sta nel fatto che i sistemi di cui sono dotati i veicoli a questo livello sono in grado di intervenire in caso di malfunzionamento senza coinvolgere necessariamente il guidatore. Il conducente, tuttavia, ha ancora il potere di assumere manualmente il controllo del veicolo. Le normative vigenti consentono l'utilizzo di questo tipo di veicoli solo in circostanze molto specifiche e ben definite, ad esempio nei centri urbani dove i limiti di velocità sono estremamente ridotti. Per questo motivo sono generalmente destinati ad essere utilizzati a bordo di veicoli in ride sharing.
- Livello 5 - Completa automazione: I veicoli di livello 5, secondo la classificazione SAE, raggiungono il massimo livello di automazione grazie alle tecnologie avanzate impiegate. Non richiedono infatti alcun intervento umano e nemmeno un intervento manuale di emergenza, qualunque siano le condizioni di guida o lo stato delle strade. Per questo motivo i veicoli non sono dotati degli strumenti per la guida manuale come i pedali o il volante. Pertanto, una persona potrebbe salire a bordo e intraprendere letteralmente qualsiasi attività ignorando totalmente la situazione di guida.

### Guida automatica e guida assistita
La guida assistita è quel tipo di guida dove la macchina "assiste" il guidatore (il quale non è esente dal porre attenzione), frenando se la macchina davanti frena, rallentando quando vi è la necessità, e così via. Questa è la differenza principale con la guida automatica, la quale, a differenza della precedente, è completamente autonoma alla guida e il conducente può non porre attenzione.
Molti progetti storici sull'autonomia dei veicoli hanno fatto sì che essi venissero di fatto automatizzati (creati per essere autonomi) a causa di una pesante dipendenza di suggerimenti artificiali all'interno della macchina stessa. Un controllo assistito implica delle buone prestazioni sotto incertezze significative in un lungo periodo di tempo e la possibilità di recuperare errori di sistema senza alcun aiuto esterno. Come si può notare da molti progetti esistenti, si sta cercando anche di estendere la capacità di un veicolo autonomo, implementando reti di comunicazione sia nelle vicinanze (per evitare collisioni), sia in una più lunga gittata (per evitare congestione). Portando queste influenze esterne nel processo decisionale, qualcuno potrebbe non considerare il comportamento o le capacità della macchina come autonome. Un esempio è Wod et al (2012) che scrive: "Questo articolo utilizza spesso il termine autonoma anziché il termine automatizzata. Il termine "autonomo" è stato scelto "perché è attualmente il termine in uso più diffuso (e più famigliare al grande pubblico). Tuttavia, il termine "automatizzato" è sicuramente più accurato perché connota il controllo o azioni svolte dalla macchina, mentre "autonomo" implica agire da soli e indipendentemente. Attualmente, la maggior parte dei veicoli (che non sa di avere una persona sul sedile), utilizza una comunicazione con il Cloud, o con gli altri veicoli, e non inseriscono indipendentemente la destinazione. Ecco perché il termine "automatizzato" sarebbe meglio per descrivere questo concetto di veicolo."
Come spiega Scott Washburn in un  articolo. URL consultato il 2 luglio 2019 (archiviato dall'url originale il 5 febbraio 2017).: la guida autonoma è quella che Google sta cercando di implementare ed è una macchina completamente autonoma senza essere soggetta ad alcun intervento esterno. In un sistema autostradale automatizzato, ad esempio, i veicoli autonomi non hanno bisogno di nessun input aggiuntivo. Riguardo alla guida automatizzata, sostiene che essa involve alcuni livelli di coordinazione tra il veicolo e le infrastrutture stradali. In questo sistema il veicolo non è completamente indipendente.

## Tecnologia usata
Le moderne macchine a guida automatica usano una tecnologia chiamata "Bayesian Simultaneous localization" e un algoritmo di mapping che fonde dati provenienti dai molteplici sensori e una mappa off-line, trasformandoli in un luogo "approssimato" e in aggiornamenti della mappa stessa. Questa tecnologia è più comunemente chiamata SLAM e una nuova versione (SLAM con DATMO) è una variante ed è stata implementata da Google la quale gestisce la localizzazione e il tracking di altri oggetti che si muovono come altri veicoli o persone.
Un sistema più semplice presuppone l'utilizzo di  Beacon. URL consultato il 4 febbraio 2017 (archiviato dall'url originale l'8 aprile 2017). per la localizzazione.

## Possibili vantaggi
Tra i vantaggi della guida automatica va sicuramente annoverata la riduzione del 90% degli incidenti stradali che porterebbe a salvare milioni di vite l'anno.
Persone con disabilità, anziani e giovani guadagnerebbero maggiore libertà di movimento.
Verrebbe favorito il prestito delle autovetture.
Lo scorrimento e in generale la gestione del traffico con auto autonome connesse verrebbe migliorato, portando a una diminuzione delle emissioni.

## Potenziali ostacoli
L'etica dietro alla guida autonoma potrebbe costituire l'ostacolo principale trovandoci a scegliere tra preservare maggiormente la vita dei passeggeri o cercare di minimizzare il rischio complessivo. La scelta della prima porterebbe a un complessivo peggioramento della sicurezza della totalità della popolazione, la seconda porterebbe i singoli, non disposti a essere messi in secondo piano rispetto alla collettività a scegliere tecnologie inferiori che comprometterebbero l'ecosistema. Altro aspetto etico in discussione è la responsabilità in caso di incidente da dare ai produttori o ai passeggeri.
La privacy in un sistema di auto connesse sarà messa a dura prova, la sfida degli organi competenti sarà trovare il giusto compromesso.
Bisogna inoltre considerare la perdita di posti di lavoro in rami come quello degli autotrasporti e dei taxi, parallela a una maggiore richiesta di figure come programmatori, ma che non vede particolari possibilità di interscambio.
Nella produzione di questo tipo di auto si hanno maggiori emissioni di inquinanti vista la loro complessità, la sfida sarà cercare di sviluppare sistemi produttivi più efficienti.

### Conseguenze legali
Le auto a guida autonoma possono essere coinvolte in incidenti; il primo incidente letale verificato avvenne il 18 marzo 2018 in Arizona, portando alla morte di una persona. La responsabilità civile e penale di tali incidenti è argomento di dibattiti e analisi ed è il maggiore problema in quanto la responsabilità va individuata fra il proprietario dell'auto, l'azienda che produce l'auto e l'azienda che produce il software di guida.
Le implicazioni sul piano penale quindi non sono affatto chiare, dal momento che la responsabilità penale, almeno nell'ordinamento italiano, deve essere strettamente personale, La necessaria collaborazione di numerosi soggetti nella realizzazione del veicolo e dei suoi sottosistemi potrebbe rendere impossibile l'individuazione del soggetto fisico che per "negligenza o imprudenza o imperizia, ovvero per inosservanza di leggi, regolamenti, ordini o discipline" abbia realizzato il componente che ha dato origine al sinistro.
Ci si potrebbe orientare verso un criterio, penalisticamente non corretto, di "responsabilità oggettiva" in capo a chi, per posizione apicale nell'azienda produttrice o per funzione delegata, abbia avuto il potere di controllo sul mezzo e sulla sua programmazione e realizzazione, per non aver impedito l'immissione sulle strade di un bene difettoso o per non averne disposto il blocco e il richiamo non appena si fosse manifestato il malfunzionamento.
Sul piano civilistico, la normativa varia da Paese a Paese; le possibilità sono diverse, ma appare probabile un approccio mutuato dalla normativa italiana. Tale normativa appare più progredita, paradossalmente per la presenza di due articoli del codice civile redatti nel 1942, ossia l'articolo 2054 e l'articolo 2051, che impongono una responsabilità civilistica presuntiva a carico, rispettivamente, del conducente e del proprietario di un "veicolo senza guida di rotaie" (art. 2054) e del custode della "cosa" (2051); dal combinato di tali norme emerge una responsabilità immediata del conducente e del proprietario del veicolo nei confronti dei terzi, con possibilità di successiva rivalsa nei confronti dei produttori.
Restano però aperti i dubbi in merito alle normative applicabili per i danni a persona, che godono di diversa valutazione a seconda se si applichi il Codice delle Assicurazioni o il Codice Civile.